# Jay Bothroyd
Jay Bothroyd (* 5. Mai 1982 in Islington) ist ein englischer ehemaliger Fußballspieler guyanischer Herkunft. Der Stürmer wurde in der Akademie des FC Arsenal ausgebildet.

## Karriere

### Coventry City (2000–2003)
Bothroyd verbrachte seine Jugendzeit beim Londoner Klub FC Arsenal. Die Aussicht darauf, sich kontinuierlich in den Profikader hinauf zu arbeiten, verbaute er sich selber, als er 18-jährig in einem Jugendpokalfinale gegen West Ham United nach seiner Auswechselung zornig das Trikot auf die Ersatzbank warf und dafür aus disziplinarischen Gründen entlassen wurde. Er unterschrieb für eine Ablösesumme in Höhe von einer Million Pfund im Juli 2000 einen neuen Kontrakt beim Erstligisten Coventry City, debütierte dort am 27. September 2000 im Ligapokal gegen Preston North End (4:1), blieb aber genauso ohne Torerfolg wie in den restlichen neun Pflichtspielen, die Bothroyd in der Saison 2000/01 für die „Sky Blues“ bestritt. Nach dem Abstieg in die zweite Liga kam der talentierte, aber zeitweise zu Temperamentsausbrüchen neigende und mit Motivationsproblemen kämpfende Angreifer häufiger zum Zuge – die Tatsache, dass der Verein aufgrund zunehmender finanzieller Probleme eine Reihe von Spielern hatte verkaufen müssen, kam ihm dabei zugute. Er schoss am 24. August 2001 gegen Bradford City (1:2) seinen ersten Treffer und war in der Saison 2002/03 mit elf Pflichtspieltoren der treffsicherste Akteur seines Klubs. Damit weckte er das Interesse des italienischen Erstligaklubs AC Perugia, bei dem er nach dem Auslaufen seines Vertrags in Coventry anheuerte.

### Perugia, Blackburn und Charlton (2003–2006)
Im italienischen Umbrien konnte er sich jedoch in der Mannschaft, wie auch der medienwirksam inszenierte Neuzugang As-Saadi al-Qaddhafi, nicht dauerhaft durchsetzten, stieg am Ende der Saison 2003/04 nach einem verlorenen Relegationsspiel gegen den AC Florenz in die Serie B ab und hatte nach eigenen Angaben auch mit rassistischen Anfeindungen im Publikum zu kämpfen. Er ging im August 2004 leihweise zurück nach England zu den Blackburn Rovers und erzielte am 30. Oktober 2004 beim 2:2 unter Trainer Graeme Souness gegen den FC Liverpool sein einziges Tor für die „Rovers“. Eine Woche später leistete er sich dann aber in der Partie gegen Norwich City eine Tätlichkeit gegen Mattias Jonson, die dazu führte, dass er nur noch sporadisch eingesetzt wurde und am Ende der Saison nach Perugia zurückkehrte.
Nachdem Perugia seinen englischen „Legionär“ zum Saisonende aufgrund der schlechten wirtschaftlichen Lage freigestellt hatte, wechselte Bothroyd am 31. August 2005 zum Premier-League-Klub Charlton Athletic. Sein Aufenthalt dort war jedoch ebenfalls nur von kurzer Dauer; am meisten blieben bei den „Addicks“ seine kraftvollen Freistöße und die beiden Ligatreffer gegen Manchester City und Newcastle United in Erinnerung, aber nach dem Trainerwechsel zu Iain Dowie setzte ihn der Verein auf die Transferliste. Bothroyd begab sich mit der Mannschaft von Crystal Palace auf eine saisonvorbereitende Tournee durch die USA, die jedoch nicht in eine dauerhafte Verpflichtung des Stürmers mündete.

### Wolverhampton Wanderers (2006–2008)
Stattdessen wechselte er am 26. Juli 2006 zum Zweitligisten Wolverhampton Wanderers und war dort die erste Verpflichtung des neuen Trainers Mick McCarthy. In den ersten Spielen rechtfertigte er dieses Vertrauen und schoss drei Tore in den ersten vier Pflichtspielen, darunter ein siegbringendes Weitschusstor gegen Leeds United in der Nachspielzeit. Bereits ab der anschließenden Partie verließ ihn jedoch das Glück; er vergab einen Elfmeter während der 0:1-Niederlage gegen Derby County und nach einer intensiven Torflaute verletzte er sich im Dezember 2006 derart schwer, dass er trotz seines Comebacks zwei Monate später und einem Treffer im prestigeträchtigen Duell gegen West Bromwich Albion nur noch als Ergänzungsspieler in Erscheinung trat.
Zur Saison 2007/08 war sein Platz zumeist auf der Ersatzbank zu finden während einer Serie von fünf Partien in der Startelf in der Weihnachtszeit 2007 blieb er torlos. Als die Vereinsführung dann im Winter mit Sylvan Ebanks-Blake und Kevin Kyle zwei weitere Stürmer auslieh, war die Zeit für Bothroyd in Wolverhampton abgelaufen. Er erhielt im März 2008 die Freigabe für eine Leihgeschäft mit dem Zweitligakonkurrenten Stoke City und spielte dort die Saison zu Ende. In Stoke-on-Trent absolvierte er jedoch nur vier Spiele und zurück in Wolverhampton legte man ihm dort einen Vereinswechsel nahe.

### Cardiff City (2008–2011)
Trotz eines Angebots des Erstligaaufsteigers Hull City entschied sich Bothroyd für einen Wechsel zum walisischen Klub und englischen Zweitligisten Cardiff City und unterschrieb dort am 4. August 2008 einen Dreijahresvertrag – als Ablösesumme wurden 350.000 Pfund vereinbart, die in zwei gleichen Raten zu zahlen waren. Der dortige Trainer Dave Jones entschied sich nach den ersten Spielen der Football League Championship 2008/09 für Bothroyd als „erste Wahl“ in Bezug auf den Sturmpartner zum gesetzten schottischen Nationalspieler Ross McCormack. Gegen seinen alten Klub Coventry City (2:1) gelang ihm für die „Bluebirds“ der erste Treffer und auch eine Muskelverletzung aus dem Spiel gegen seinen zweiten Ex-Klub Wolverhampton Wanderers behinderte ihn nicht dauerhaft – im Dezember 2008 belegte er in der Wahl zum „Zweitligaspieler des Monats“ hinter Stephen Hunt den zweiten Rang. In der Football League Championship 2010/11 konnte sich Bothroyd (37 Spiele/18 Tore) als einer der treffsichersten Spieler der Liga profilieren.

### Queens Park Rangers (seit 2011)
Am 13. Juli 2011 wechselte Jay Bothroyd ablösefrei zum Premier-League-Aufsteiger Queens Park Rangers und unterschrieb einen Dreijahresvertrag.

### Nationalmannschaftskarriere
Der frühere englische Jugendauswahlspieler absolvierte eine Partie für die U-21-Auswahl seines Geburtslandes und erzielte beim 3:0-Erfolg gegen Mexiko einen spektakulären Treffer.
Am 17. November 2010 debütierte er anlässlich eines Freundschaftsspiels gegen Frankreich für die englische A-Nationalmannschaft. Die Partie endete mit einer 1:2-Niederlage und in einer mit Reservespielern gespickten Elf kam er in der 72. Minute für Andy Carroll, der ebenfalls seinen Einstand gegeben hatte, in die Partie.
Aufgrund seiner aus Jamaika stammenden Großeltern ist Bothroyd auch für die A-Nationalmannschaft der „Reggae Boyz“ spielberechtigt.

## Auszeichnungen
- J2 League: Torschützenkönig 2015